# Birthday Sex
Singles de Jeremih
My Time
(2009)
Birthday Sex est le premier single tiré de l'album Jeremih. Cette chanson eut un succès immédiat et fut classée numéro un des ventes aux États-Unis. Elle est écrite par Jeremih et Keith James et produite par Mick Schultz.
Le clip vidéo a été réalisé par Paul Hunter et tourné à Los Angeles. Le mannequin brésilien Alessandra Cardoso y apparaît.